# SDB-005
SDB-005是一种含氮有机化合物，化学式为C23H22N2O2，是狡詐家藥物PB-22的结构类似物，其中PB-22中的吲哚基改为了SDB-005的吲唑基团，同时8-喹啉基改成了1-萘基。